# East Hanningfield
East Hanningfield – wieś w Anglii, w hrabstwie Essex, w dystrykcie Chelmsford. Leży 9 km na południowy wschód od miasta Chelmsford i 52 km na wschód od Londynu.